# Lușnîkî, Lubnî
Lușnîkî (în ucraineană Лушники) este un sat în comuna Kalaidînți din raionul Lubnî, regiunea Poltava, Ucraina.

## Demografie
Componența lingvistică a localității Lușnîkî
     Ucraineană (96,84%)
     Rusă (3,16%)
Conform recensământului din 2001, majoritatea populației localității Lușnîkî era vorbitoare de ucraineană (96,84%), existând în minoritate și vorbitori de rusă (3,16%).